# Burni Temiang
Burni Temiang är ett berg i Indonesien.   Det ligger i provinsen Sumatera Utara, i den västra delen av landet, 1 500 km nordväst om huvudstaden Jakarta. Toppen på Burni Temiang är 1 297 meter över havet.
Terrängen runt Burni Temiang är kuperad västerut, men österut är den bergig. Trakten runt Burni Temiang är nära nog obefolkad, med mindre än två invånare per kvadratkilometer. I omgivningarna runt Burni Temiang växer i huvudsak städsegrön lövskog.